# 汾河水库
汾河水库位于中国山西省太原市娄烦县，是以防洪、供水、灌溉为主，兼有发电、养殖等功能的大（二）型水库，目前是山西省最大的水库。枢纽工程由大坝、溢洪道、泄洪排沙洞、输水洞和水电站五部分组成。大坝是目前世界上最高的人工水中填黄土均质坝。从2003年开始，汾河水库作为引黄入并工程的调蓄水库，成为太原市的主要供水水源。